# Hincksella fallax
Hincksella fallax is een hydroïdpoliep uit de familie Syntheciidae. De poliep komt uit het geslacht Hincksella. Hincksella fallax werd in 1904 voor het eerst wetenschappelijk beschreven door Hartlaub. 